# Мауро Перкович
Мауро Перкович (хорв. Mauro Perković, нар. 22 березня 2003, Пула, Хорватія) — хорватський футболіст, захисник загребського «Динамо». На умовах оренди грає за польський клуб «Краковія».

## Ігрова кар'єра

### Клубна
Мауро Перкович народився у місті Пула і займатися футболом почав у своєму рідному місті. У 2012 році він приєднався до молодіжної команди клубу «Істра 1961». З сезону 2020/21 Перкович був внесений в заявку команди для участі в чемпіонаті країни. 27 січня 2021 року у матчі проти «Рієки» захисник дебютував на професійному рівні.
У лютому 2023 року Перкович на правах оренди перейшов до столичного «Динамо», де грав до кінця сезону. Влітку 2023 року футболіст підписав з «Динамо» контракт на постійній основі.
22 лютого 2025 року приєднався на умовах річної оренди до польської «Краковії».

### Збірна
З 2022 року Мауро Перкович захищає кольори молодіжної збірної Хорватії.

## Титули і досягнення
- Чемпіон Хорватії (2):

«Динамо» (Загреб): 2022-23, 2023-24
- Володар Кубка Хорватії (1):

«Динамо» (Загреб): 2023-24
- Володар Суперкубка Хорватії (1):

«Динамо» (Загреб): 2023